# 船越永景
船越 永景（ふなこし ながかげ、慶長2年（1597年） - 寛文10年9月1日（1670年10月14日））は、江戸時代初期から前期の武将で江戸幕府の旗本、茶人。父は船越景直。妹に北条氏盛正室。先妻は浅野長政の養女（杉原長房の娘）、後妻は稲葉道通の娘。子に正景、景通がいる。初名は吉勝。号は宗舟。受領名は伊予守。

## 生涯
摂津・河内・大和に6000石余の所領を持った江戸幕府の旗本。徳川幕府の普請奉行を務め、従五位下伊予守に叙任された。
永景は茶道を古田織部、小堀遠州らに師事し、父景直と共に茶人として知られた。寛文5年（1666年）11月8日に、4代将軍徳川家綱の所望により、片桐石州と共に点茶をして名声を博した。
寛文10年（1670年）9月1日没、74歳。

## 系譜
- 父：船越景直
- 母：不詳
- 前室：浅野長政の養女（杉原長房の娘）
- 後室：稲葉道通の娘
- 生母不明の子女
  - 男子：正景
  - 男子：景通